# مدارس محمد الخامس
مدارس محمد الخامس بالرباط من أوائل المدارس الحرة التي أنشئت بالمغرب أسست سنة 1947 من طرف المقاوم عثمان جوريو من تبرعات الآباء وبدعم من السلطان محمد الخامس والذي أشرف على تدشينها والتي تحمل إسمه، وقد كان لهذه المدارس دور في تعليم ونشر اللغة العربية إبان الإحتلال الفرنسي، كما لعبت دورا مهما في احتضان خلايا المقاومة المغربية واجتماعاتهم السرية. كان أول من تولى إدارتها الحاج أحمد الشرقاوي من 1947 إلى 1957.